# 배명복
배명복(裵明福, 1959년 ~ )은 대한민국의 언론인, 교수, 출판인이다. 대전 출신으로 중앙일보에서 기자로 활동하여 파리특파원, 논설위원, 칼럼니스트, 대기자 등을 역임했다.

## 학력
- 대전고등학교
- 서울대학교 불어불문학 학사
- 존스홉킨스 대학교 국제대학원 수료
- 한양대학교 언론정보대학원 신문잡지출판 석사

## 경력
- 1984년 ~ 1988년: 중앙일보 편집국 제1경제부 기자
- 1988년 ~ 1989년: 중앙일보 중앙경제 편집국 정경부 기자
- 1989년 ~ 1993년: 중앙일보 편집국 외신부 특파원
- 1993년 ~ 1994년: 중앙일보 편집국 문화부 기자
- 1994년: 중앙일보 편집국 문화1부 기자
- 1994년 ~ 1995년: 중앙일보 편집국 국제부 기자
- 1995년 ~ 1997년: 중앙일보 편집국 정치부 기자
- 1997년 ~ 1998년: 중앙일보 편집국 국제부 파리특파원 차장대우
- 1998년 ~ 1999년: 중앙일보 편집국 국제부 파리특파원 차장
- 1999년 ~ 2001년: 중앙일보 논설위원실 논설위원
- 2000년: 세계디자인대회 조직위원회 위원
- 2001년 ~ 2003년: 중앙일보 편집국 국제부 부장
- 2003년 ~ 2004년: 중앙일보 편집국 기획위원
- 2004년 ~ 2005년: 중앙일보 편집국 국제부 국제문제담당 기자
- 2005년 ~ 2006년: 중앙일보 편집국 국제담당 에디터
- 2006년: 중앙일보 논설위원실 논설위원·순회특파원
- 2017년: 중앙일보 칼럼니스트·대기자(국제담당)
- 2021년 1월 ~ 2021년 4월: 나남출판사 사장 겸 주필[1]
- 2022년 3월 ~ 2022년 12월: 연세대학교 언론홍보영상학부 객원교수

## 역서
- 《나 자신을 알라 - 뇌과학으로 다시 태어난 소크라테스의 지혜》(스티븐 M. 플레밍 저/배명복 옮김), 바다출판사, 2022년

## 수상 경력
- 2000년: 제11회 관훈클럽 최병우 기자 기념 국제보도상(중앙일보 국제부 특별취재팀)
- 2011년: 제1회 한국유럽학회 유럽대상 언론인 부문
- 2014년: 제10회 한국참언론인대상 칼럼부문